# Чон Соён (певица)
Чон Соён (кор. 전소연, 田小娟; род. 26 августа 1998, Сеул), более известная как Соён — южнокорейская певица, рэпер и автор песен. Является лидером гёрл-группы I-dle. Известность получила благодаря участию в шоу «Produce 101» (1 сезон) и «Дерзкие рэперши» (3 сезон). 5 ноября 2017 года дебютировала сольно. Также является частью женской группы проекта SM Station X Station Young, озвучивает персонажа League of Legends Акали, которая является частью виртуальных групп K/DA и True Damage.

## Ранняя жизнь и образование
Чон Соён родилась 26 августа 1998 года в Сеуле, Республика Корея. В молодости она училась дома, а позже посещала начальную школу Куренга. В детстве Соён изучала балет, участвовала в многочисленных конкурсах и побеждала в них. Увидев выступление Big Bang, Соён ушла из балета, чтобы продолжить музыкальную карьеру. В начальной школе Соён проходила 20-30 прослушиваний, но не прошла ни одного.
Позже она решила заняться рэпом. С тех пор она набралась смелости и начала выступать на прослушиваниях, которые привели к тому, что её заметили и она начала получать звонки из разных мест. Поскольку направление их музыки отличалось от её собственного, она решила на время забыть о своей мечте стать певицей и снова заняться танцами, которые ей нравились в детстве. Именно тогда началась её жизнь уличной танцовщицы.
Увидев плакат о прослушивании 2014 года Cube Entertainment, она решила ещё раз пройти прослушивание и, наконец, была принята на прослушивание в Инчхоне. После прохождения финального раунда судейства Соён стала стажером в Cube Entertainment.

## Карьера

### 2016—2017: Участие в Produce 101, Unpretty Rapstar и соло дебют
Впервые Соён появилась на телевидении как представитель Cube Entertainment в реалити-шоу «Подготовка 101» (англ. Produce 101), где из 101 трейни в финале должны были сформировать временную женскую группу, состоящую из 11 участниц. На протяжении всего конкурса девушка оставалась одной из популярнейших участниц, но в финальном эпизоде заняла 20 место, из-за чего так и не дебютировала в составе I.O.I. В том же году Соён приняла участие в 3 сезоне популярного телешоу «Дерзкие рэперши» (англ. Unpretty Rapstar), где заняла третье место, а также участвовала в записи специального альбома.
29 декабря 2016 года Соён подписала контракт с Cube уже на осуществление деятельности в качестве сольной артистки. Почти год спустя, 5 ноября 2017 года вышел её первый цифровой сингл «Jelly».

### 2018—2020: Дебют в (G)I-dle и коллаборации
11 января 2018 года было объявлено, что Соён будет повторно дебютировать в новой группе от Cube Entertainment (G)I-dle. В мае 2018 года она дебютировала в новой женской группе, заняв позиции лидера и главного рэпера.
Она является автором в текстах, музыке и аранжировке как для их дебютной песни «Latata», так и для их второй песни «Hann (Alone)», которые были хорошо приняты и коммерчески успешны. Она также внесла свой вклад в написании пяти песен дебютного альбома (G)I-dle I Am.
8 августа было объявлено, что Соён будет участвовать в проекте под названием Station Young for SM Station X 0 наряду с Сыльги из Red Velvet, Чонха и Синби из GFriend. Они выпустили свою песню «Wow Thing» 28 сентября 2018 года.
В феврале 2018 года, Соён и Миён обратились к Riot Games для участия в проекте в сотрудничестве с американскими певицами Джейрой Бёрнс и Мэдисон Бир в составе виртуальной группы под названием K/DA для многопользовательской онлайн-игры League of Legends. Соён, Миён, Бир и Бёрнс записали вокал для виртуальной группы, которая состоит из новых версий персонажей League of Legends. K/DA официально дебютировали с песней «Pop/Stars» во время Чемпионата мира 2018 League of Legends 3 ноября 2018 года. Официальное музыкальное видео для «Pop/Stars» было выпущено в тот же день, достигнув 30 миллионов просмотров на YouTube за пять дней, и 100 миллионов за один месяц. Сингл занял первое место в чарте Billboard World Digital Songs. Воплощение K/DA персонажа Акали, вокал которой исполняла Соён, оказалось особенно популярным, став частым предметом фан-арта и косплея.
В марте 2019 года Соён принесла публичные извинения за использование пиратской версии немецкой программы для создания музыки Ni Kontakt. На своем сайте фан-сообщества она написала: «Я глубоко сожалею о том, что использовала нелегальную копию программы. Насколько я помню, я использовала её, когда впервые научилась писать песни. Я даже не осознавала, что не удалила программу. Но с того дня, как я всерьез начала сочинять, я использовала только авторизованные программы». Извинения последовали через несколько дней после того, как закулисное видео на YouTube о подготовке ко второму-мини альбому I Made, снятое агентством, показало значки незаконной копии программного обеспечения на экране её ноутбука. Позже агентство удалило видео и извинилось.
Соён вновь озвучила Акали в совместной хип-хоп группе под названием True Damage. Совместная работа с Бекки Джи, Кеке Палмер, Thutmose и Duckwrth под названием «Giants» была выпущена в виде сингла вместе с анимационным музыкальным видео 10 ноября 2019 года. Песня представляет собой многоязычный трек, исполненный преимущественно на английском языке, со словами на испанском и корейском. В тот же день группа выступила в финале чемпионата мира по League of Legends 2019 в Париже, Франция. Второй раз подряд Соён выступала на церемонии открытия финала чемпионата мира. «Giants» дебютировал под пятнадцатым и девятнадцатым номерами в чартах Billboard.
В 2020 году Соён появилась на шоу от Mnet Do You Know Hip Hop. 28 февраля вошла в список «молодых рэперов», которые начали сотрудничать с Double K и Nuck, исполнив «2020 Lion remix» Old & Young. В апреле (G)I-dle выпустили свой третий мини-альбом, I Trust. Все песни в альбоме, включая заглавный сингл «Oh My God», были написаны Соён и соавтором Yummy Tone. Песня была выпущена на двух языках: английском и корейском. 22 июля Чон вместе с рэпером Loopy участвовала в треке DJ Hyo «Dessert». В интервью Melon DJ Hyo рассказала, почему она выбрала Соён, потому что «Она во многих отношениях исключительно талантливый человек, поэтому я хотела поработать с ней вместе». Чон принимала участие в написании и сочинении песни. В августе Соён написала текст первому летнему синглу группы «Dumdi Dumdi» вместе с Pop Time.
27 августа она вновь озвучила персонажа Акали в виртуальной музыкальной группе K/DA для песни «The Baddest» с вокалом Миён из (G)I-dle, Беа Миллер и Вольфтила. Это сингл с грядущего мини-альбома группы. Соён приняла участие в продюсировании сольной дебютной песни Намджу из A Pink «Bird», которая вышла 7 сентября. 16 декабря было подтверждено, что Соён, Хуи из PENTAGON и Ли Дэ Хви из AB6IX будут продюсировать песни для конкурса Топ-7 на прослушивании в шоу Mnet CAP-TEEN.

### 2021—настоящее время: Сольная деятельность
В январе 2021 года Соен написала 4 из 6 песен в мини-альбоме I Burn, включая ведущий сингл. В том же месяце Чон появилась на Face ID, оригинальном развлекательном шоу KakaoTV, которое раскрывает повседневный образ жизни знаменитостей через их телефоны. Шоу выходило в эфир каждый понедельник в течение трех недель, начиная с 25 января. В эпизодах она рассказала о процессе производства многих своих известных песен, повседневной жизни с участницами (G)I-dle, 1600 демо-песен и закулисном видео с момента подготовки I Burn до дня их возвращения.
21 мая стало известно, что Соён выпустит сольный альбом. 16 июня Cube Entertainment объявила, что её первый мини-альбом, Windy, выйдет 5 июля, а ведущим синглом станет «Beam Beam». 13 июля Соён выиграла свою первую награду на музыкальной программе The Show на SBS MTV. 

16 ноября 2023 года вышел цифровой сингл «Nobody», её коллаборация с Винтер из группы Aespa и Лиз из Ive. 
На церемонии вручения премии Melon Music Awards 2024, проходившей 30 ноября, Соён во время благодарственной речи объявила о продлении контракта с компанией Cube Entertainment. 

## Дискография

### Синглы
- Nobody(feat Winter, Liz) (2023)
- A-MOONO-KE(I'm ok) (2023)
- The Ball Is Round(with FIFA OLP)(feat Woo, CODE KUNST) (2022)
- Ah-dda, It's delicious(Shack Shack Korea) (2022)
- Now On, Showtime!(Original Television Soundtrack-'FREAK SHOW' (2022)
- A Little Lovin (2022)
- NANRINA (2022)
- New Vision(feat Colde) (2021)
- Idle song (2018)
- Jelly (2017)
- UNPRETTY RAPSTAR 3 Track 3 (2016)

### Мини-альбомы
- Windy (2021)

## Фильмография
- Produce 101 (Mnet, 2016)
- Unpretty Rapstar 3 (Mnet, 2016)
- Do You Know Hip (KakaoTV, 2020)
- Face ID (KakaoTV, 2021)

## Награды и номинации
| Год  | Премия                          | Категория                 | Номинация                  | Результат | Ссылка |
| ---- | ------------------------------- | ------------------------- | -------------------------- | --------- | ------ |
| 2017 | Hallyu Hip-hop Culture Awards   | Награда за популярность   | Чон Соён                   | Победа    | [ 34 ] |
| 2020 | Game Audio Network Guild Awards | Лучшая оригинальная песня | «Giants» (как True Damage) | Победа    | [ 35 ] |
| 2020 | APAN Music Awards               | Best All Rounder          | Чон Соён                   | Номинация | [ 36 ] |
| 2024 | Melon Music Awards 2024         | Songwriter Award          | Чон Соён                   | Победа    | [ 37 ] |